# Solomiya Krushelnytska

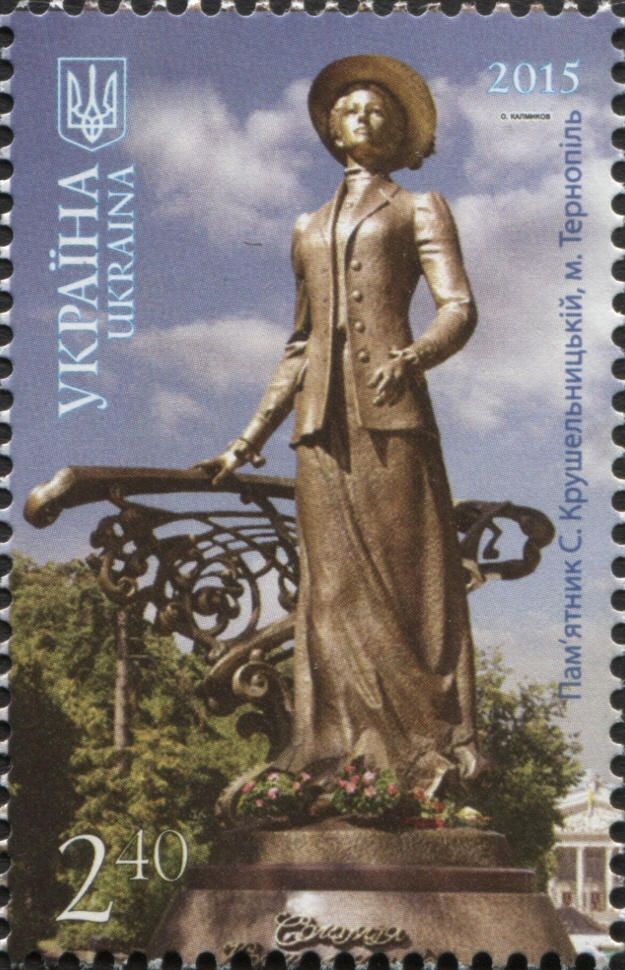
Sello postal de una estatua de Solomiya Krushelnytska en Ternópil, 2015

Solomiya Amvrosiivna Krushelnytska (en ucraniano: Соломія Амвро́сіївна Крушельницька; nacido el 23 de septiembre de 1872 en Raión de Chortkiv, fallecida el 16 de noviembre de 1952 en Lviv) fue una soprano ucraniana, considerada como una de las estrellas de ópera más brillantes de la primera mitad del siglo XX. Durante su vida, Solomiya Krushelnytska fue reconocida como la cantante más destacada del mundo.
Entre sus numerosos premios y distinciones, en particular, estaba el título "La diva de Wagner del siglo 20". Cantar con ella en el mismo escenario fue considerado un honor para Enrico Caruso, Titta Ruffo y Fedor Chaliapin. El compositor italiano Giacomo Puccini obsequió a la cantante con su retrato con la inscripción "la mariposa más bella y encantadora".
Hoy en Ucrania se cuenta entre las hijas más famosas del país.